# Zeihen
Zeihen is een gemeente en plaats in het Zwitserse kanton Aargau en maakt deel uit van het district Laufenburg.
Zeihen telt 1.101 inwoners.

## Externe link

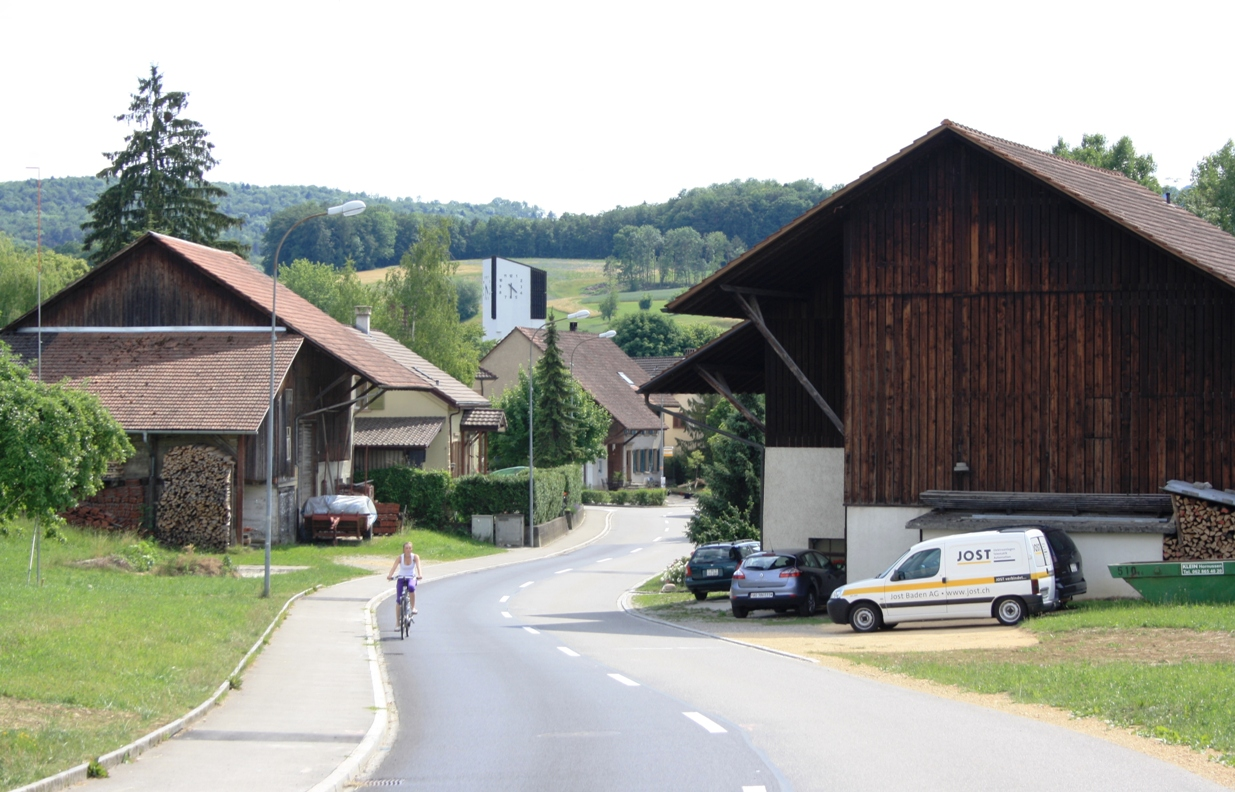